# Heinz Heise
Heinz Heise (Гайнц Гайзе) — видавництво в Ганновері, Німеччина. Його основна увага — видання, орієнтовані на ПК, такі як c't , iX і heise.de, а також відповідні онлайн-сервіси, які публікує її дочірня компанія Heise Media UK Ltd, що знаходиться у Великій Британії.

## Історія
Heise був створений Гайнцем Гайзом у Ганновері в 1949 році як видавець адреси та телефонного довідника, а потім розширився, щоб включити журнали та колекції листків. У 2001 році компанія була поділена на окремі підприємства, всі вони підпорядковувалися своїй материнській компанії, Heise Media Group . Їхній оборот у 2008 році становив 108,7 млн євро.
У липні 2006 року Heise Security було запущено у Великій Британії.  У ньому здебільшого були представлені перекладені новини з німецького сайту, але також були представлені сюжети, відповідні місцевості. Британська версія Heise Online була випущена в лютому 2008 року. У лютому 2009 року сайт у Великій Британії був перейменований на The H і розташований за адресою h-online.com.  У липні 2013 року H був закритий через труднощі з монетизацією трафіку на вебсайт.  У січні 2014 року архів було видалено, а вебсайт перенаправлено на heise.de.

## Публікації
Heise видає журнали:
- c't (комп'ютерний журнал з найбільшою кількістю передплатників у Європі);
- iX (зокрема на теми для ІТ-фахівців);
- Німецьке видання Make: (журнал «Do It Yourself», незалежний від «Make»:)
- Mac & I (журнал, зосереджений на продуктах Apple, який можна використовувати з пристроями Apple.)
- німецьке видання «Technology Review» ;
- інтернет-журнал «Telepolis» .

Ці публікації входять до Heise News Ticker , який входить до числа найуспішніших німецькомовних новинних порталів, що включає форум користувачів, які часто відвідували.  Крім того, компанія володіє Heise Online (heise.de), який, за станом на грудень 2009 року, є одним з кращих 1000 сайтів в світі, і один з топ — 50 сайтів в Німеччині в відповідно до Alexa руху рейтингу.
У Великій Британії Heise мала дочірню компанію Heise Media UK Ltd. , яка публікувала The H (h-online.com) на таких каналах:
- H — Відкрити (h-online.com/open)
- H — Безпека (h-online.com/security)
- H — Розробник (h-online.com/developer)
- H — Завантаження (h-online.com/downloads)
- H — Ціна Insight (h-online.com/priceinsight)

H був закритий у липні 2013 року через відсутність «робочої бізнес-моделі».